# Skatvals kommun
Skatvals kommun (norska: Skatval kommune) var en kommun i dåvarande Nord-Trøndelag fylke i Norge. Kommunen omfattade den nordvästra delen av nuvarande Stjørdals kommun. Tätorten Skatval utgjorde kommunens centralort.

## Administrativ historik
Skatvals kommun upprättades den 1 januari 1902 när den dåvarande kommunen Nedre Stjørdal delades i tre och kommunerna Lånke, Skatval och Stjørdal bildades. Kommunen hade 2 125 invånare vid upprättandet.
Den 1 januari 1962 gick Skatvals kommun, tillsammans med kommunerna Hegra och Lånke, upp i Stjørdals kommun. Kommunens hade då 1 944 invånare.

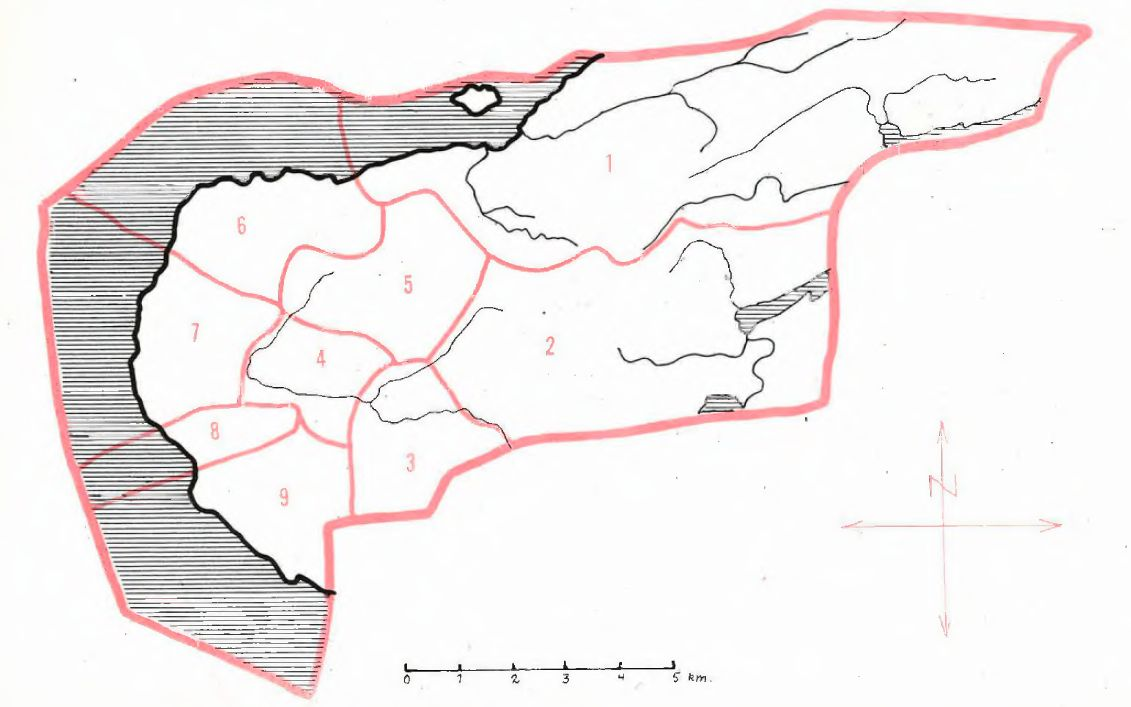
Karta över den tidigare kommunen som den såg ut 1960. Siffrorna betecknar grundkretsar: 1. Langstein, 2. Vassbygda, 3. Vold, 4. Mæhre, 5. Forbord, 6. Alstad, 7. Drægset, 8. Auran, 9. Vinge. Området utgör idag en del av Stjørdals kommun.